# 1826 en santé et médecine
| Années de la santé et de la médecine : 1823 - 1824 - 1825 - 1826 - 1827 - 1828 - 1829    |
| Décennies de la santé et de la médecine : 1790 - 1800 - 1810 - 1820 - 1830 - 1840 - 1850 |

Cet article présente les faits marquants de l'année 1826 en santé et médecine.

## Événements
- Pierre Bretonneau reconnaît le caractère des angines à fausses membranes, qu'il décrit sous le nom de « diphtérite »[1].
- À la mort de Royer-Collard (1768-1825), Esquirol (1772-1840) prend le poste de médecin-chef de la Maison Royale de Charenton, aujourd'hui l'hôpital Esquirol[2].

## Naissance
- 21 août : Karl Gegenbaur (mort en 1903), anatomiste allemand.

## Décès
- 20 mars : Jean-Baptiste Dumangin (né en 1745), médecin français qui a pris part à l'autopsie de Louis XVII[3].
- 30 juin : Clément Joseph Tissot  (né en 1747), médecin militaire.
- 13 août : René Laënnec (né en 1781), médecin français, inventeur de l'auscultation immédiate.
- 20 août : Antonio Miglietta (né en 1767), médecin italien.
- 6 septembre : Andrea Vaccà Berlinghieri (en) (né en 1772), chirurgien italien.
- 25 octobre : Philippe Pinel (né en 1745), aliéniste français.
- 24 novembre : Clarke Abel (né en 1780), chirurgien et naturaliste britannique.